# FreZe Nikrob
FreZe Nikrob EV — литовский компактный городской электромобиль, доработанный и производимый компанией Nikrob UAB. Является первым литовским электромобилем и первым серийно производимым в Литве автомобилем, а также самым дешёвым четырехместным электромобилем на Европейском рынке (стоимость – до 10000 €) на данный момент (1-й квартал 2022 года).

## История
Электромобиль был разработан на базе китайского Wuling Hongguang Mini EV. От него FreZe Nikrob EV отличается новой передней оптикой, более качественной отделкой, материалами, большей защитой водителя, добавлением в конструкцию генератора переменного тока. Было построено 3 прототипа автомобиля, 2 из которых проходят сертификацию за рубежом. Автомобиль в первую очередь создаётся для европейского рынка, наибольшие продажи планируются в Германии, Норвегии и Франции, также не исключена продажа автомобилей в России и США. Также автомобиль планирует получить спрос в отраслях каршеринга и доставок. На данный момент электромобиль производится в небольшом количестве, но уже в ближайшее время планируется организовать полноценное серийное производство, которое будет осуществляться в Тракайском районе.

## Изображения

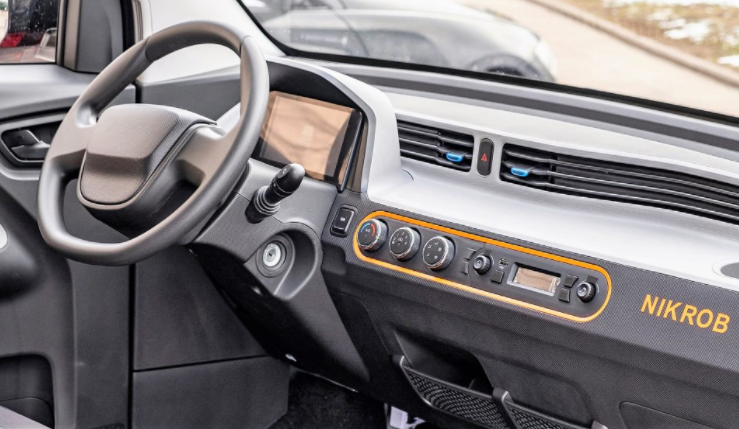
Интерьер FreZe Nikrob
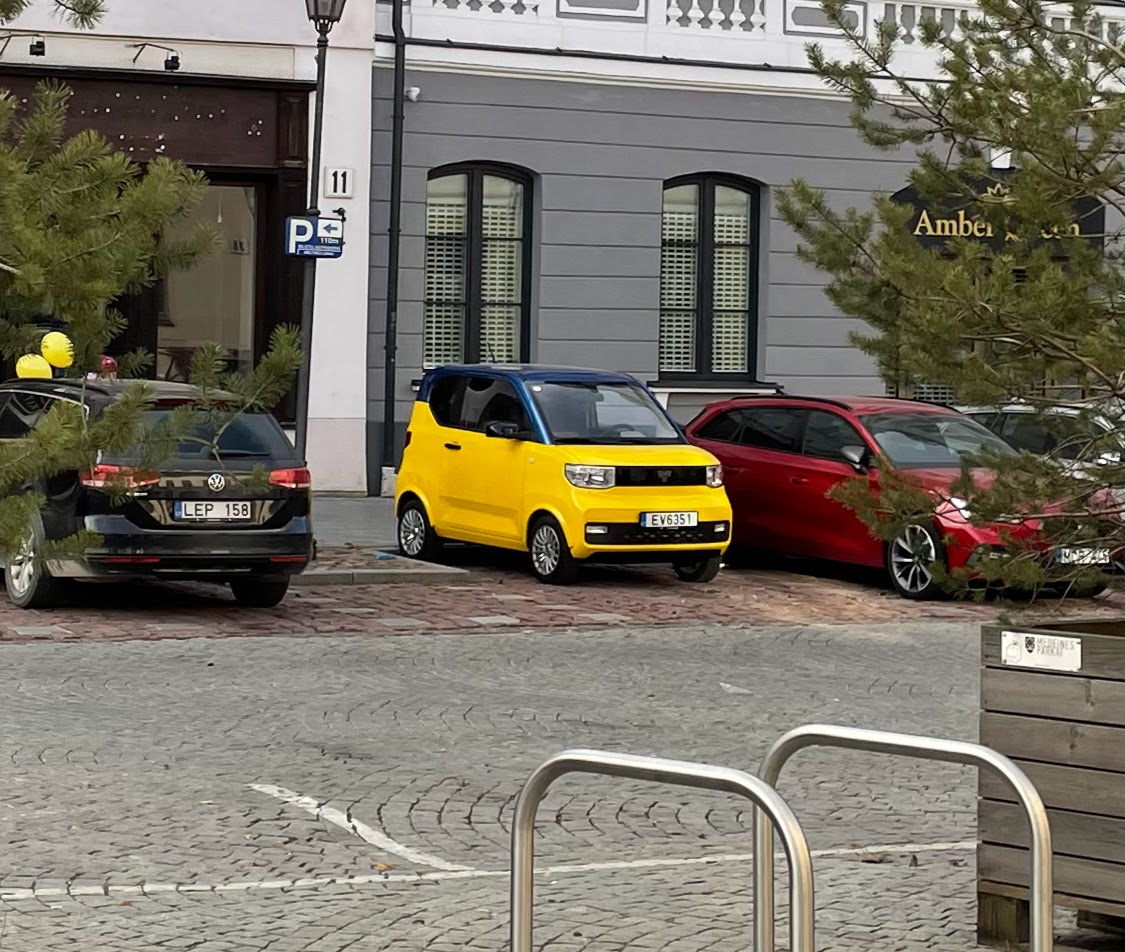
Nikrob в Вильнюсе
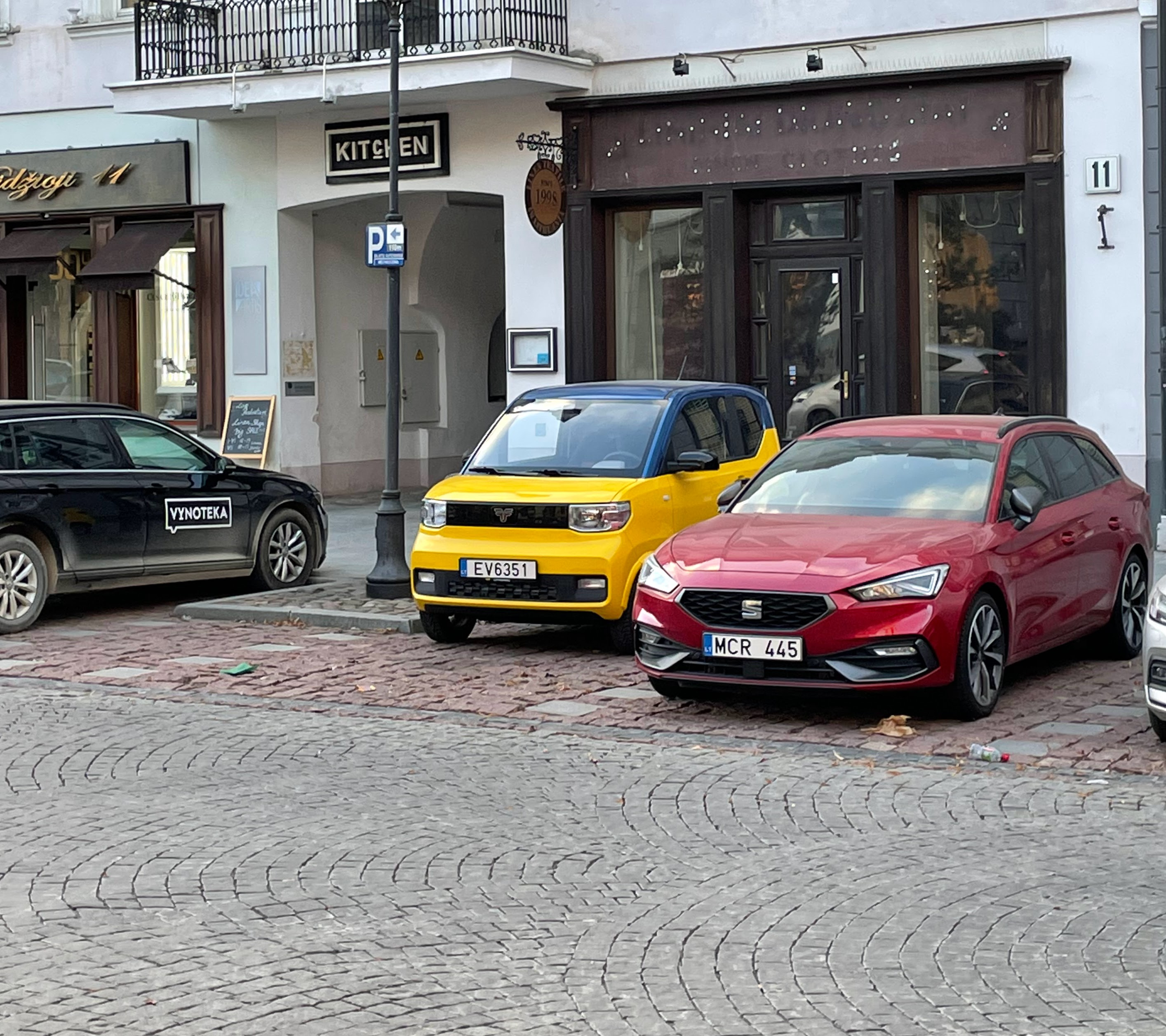
Nikrob в Вильнюсе
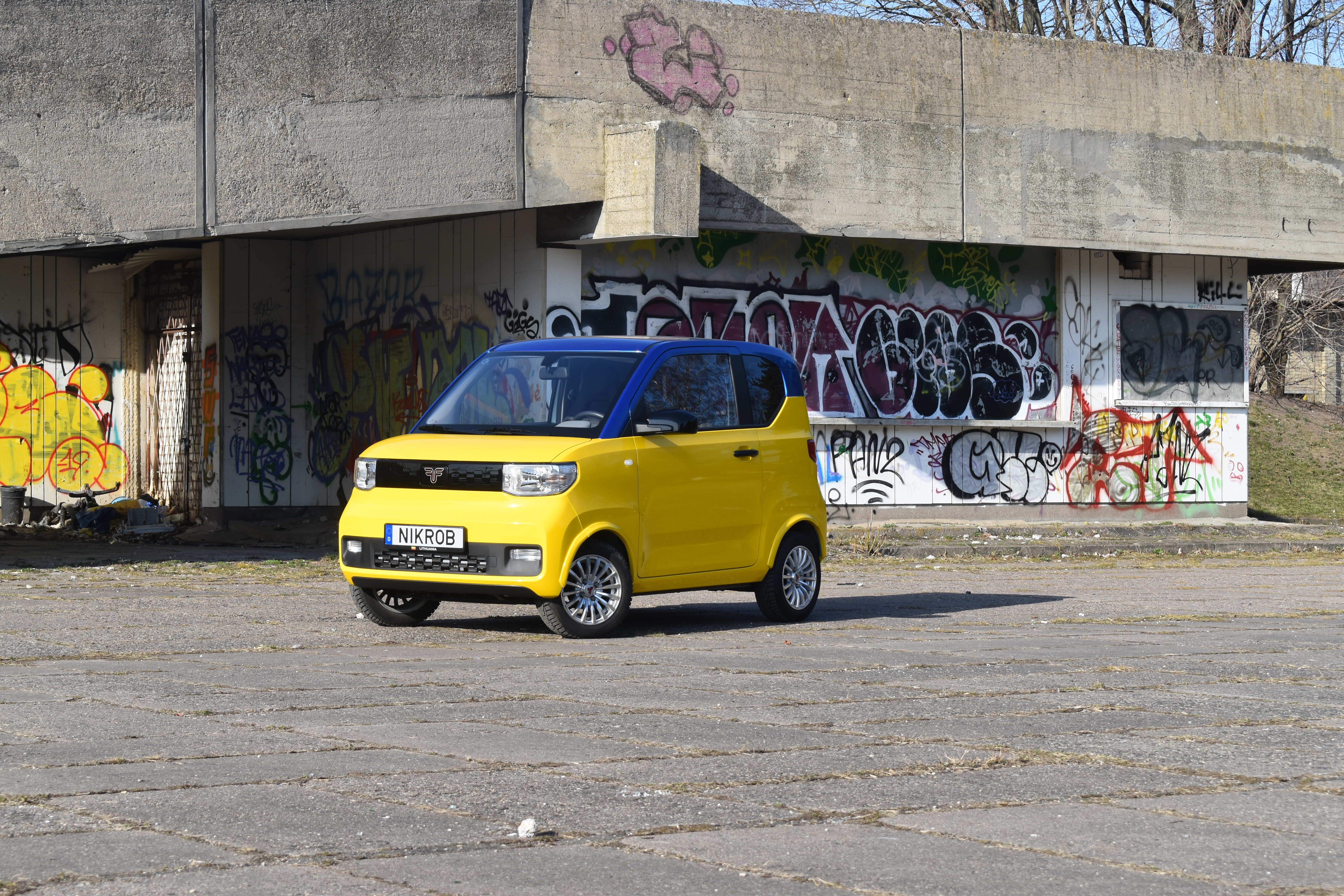
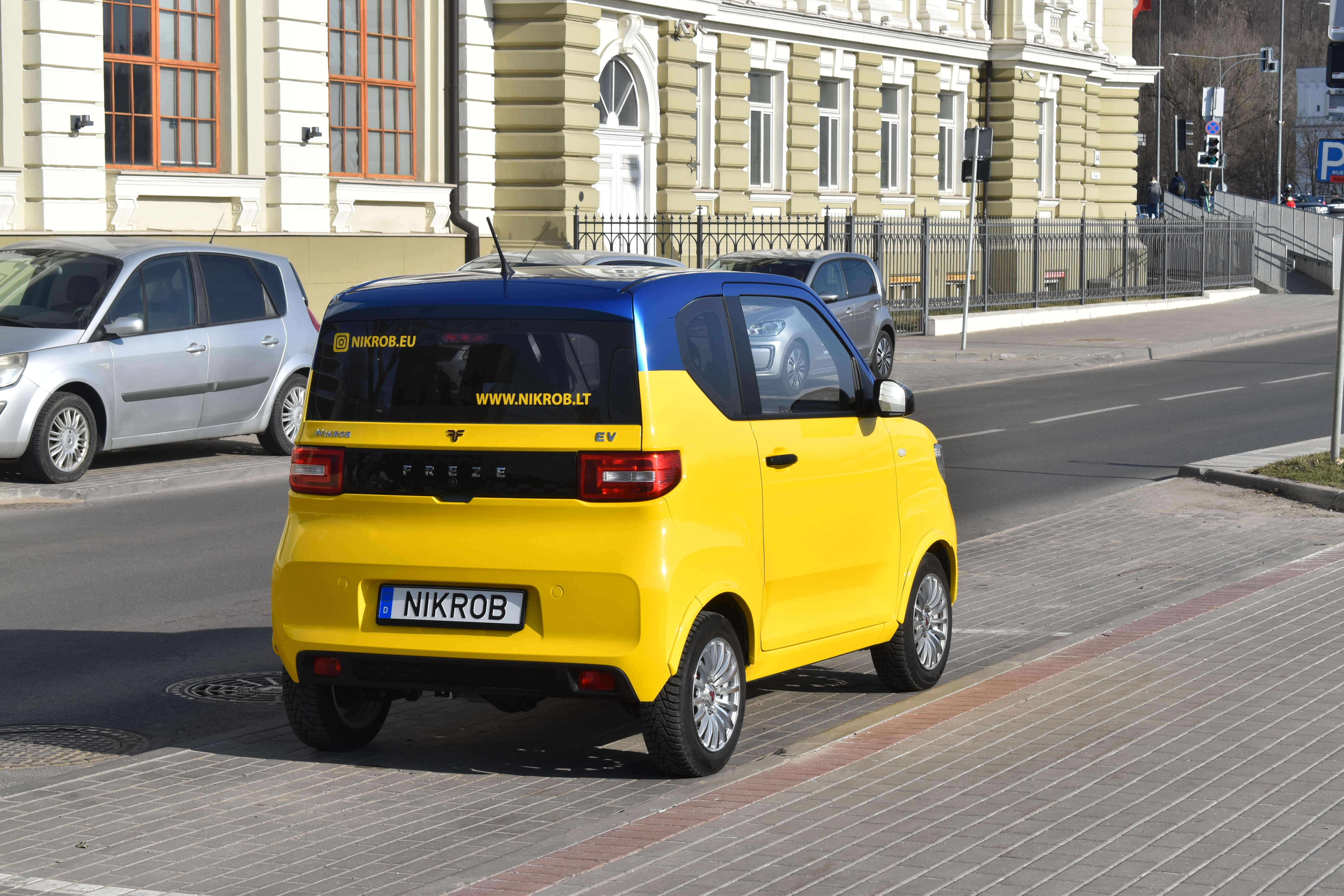